# André Sonko
Pour les articles homonymes, voir Sonko.
André Sonko, né le 4 février 1944 à Ngazobil,  est un homme politique sénégalais. Il fut plusieurs fois ministre sous la présidence d'Abdou Diouf.

## Formation
André Sonko est administrateur civil. Il est titulaire d'une maîtrise en sciences économiques de l'Université de Dakar, d'une maîtrise en administration publique de l'Université de Californie et docteur honoris causa de l'Université Suffolk (États-Unis).

## Carrière
En avril 1983, il est ministre de la Fonction publique, de l’Emploi et du Travail dans le gouvernement de Moustapha Niasse.
En 1988, il est nommé ministre de l’Intérieur en remplacement de Jean Collin. Il sera remplacé à ce poste par Famara Ibrahima Sagna par le président Abdou Diouf.
En 1990, il est ministre, secrétaire général de la présidence de la République.
En juin 1993, il est ministre de l'Éducation nationale dans le gouvernement d'ouverture de Habib Thiam où les leaders de l'opposition occupent plusieurs ministères. En 1995, il est confirmé à son poste dans le second gouvernement de Habib Thiam.
En juillet 1998, il est ministre de l'Éducation Nationale dans le gouvernement du premier ministre Mamadou Lamine Loum.
En 2003, André Sonko est Président du Comité international de suivi de la Conférence mondiale sur l'enseignement supérieur (CMES).
Il est président de SOS Sahel international Sénégal.
En 2008, il est nommé Directeur Général du Campus dakarois de l'Université Suffolk (USA).

## Famille
Il est marié à Cécile Badiane (SOBOA) et père de 4 enfants.

## Distinctions honorifiques
André Sonko est titulaire des distinctions étrangères suivantes : Officier de la Légion d'Honneur (France), Commandeur dans l'ordre des Palmes académiques (France), Chevalier de l'Ordre de Malte, Commandeur de l'Ordre national de Corée